# Jetpur Pithadia
Jetpur Pithadia o Jetpur Mulu Surag fou una de les branques en què estava dividit el principat de Jetpur al segle xx, abans de ser abolit el 9 d'agost de 1937 pel seu excessiu fraccionament. Estava governat per V. S. Bhaya Nathu que li donava nom. La superfície el 1901 és assenyalada com a 65 km i la població com a 6.728 habitants repartits en 16 pobles; el 1931 la superfície era de 31 km² i la població de 1.106 habitants, estant governat per V. S. Vala Mulu Surag. Era estat de quarta classe al Kathiawar.